# Alan Gorrie

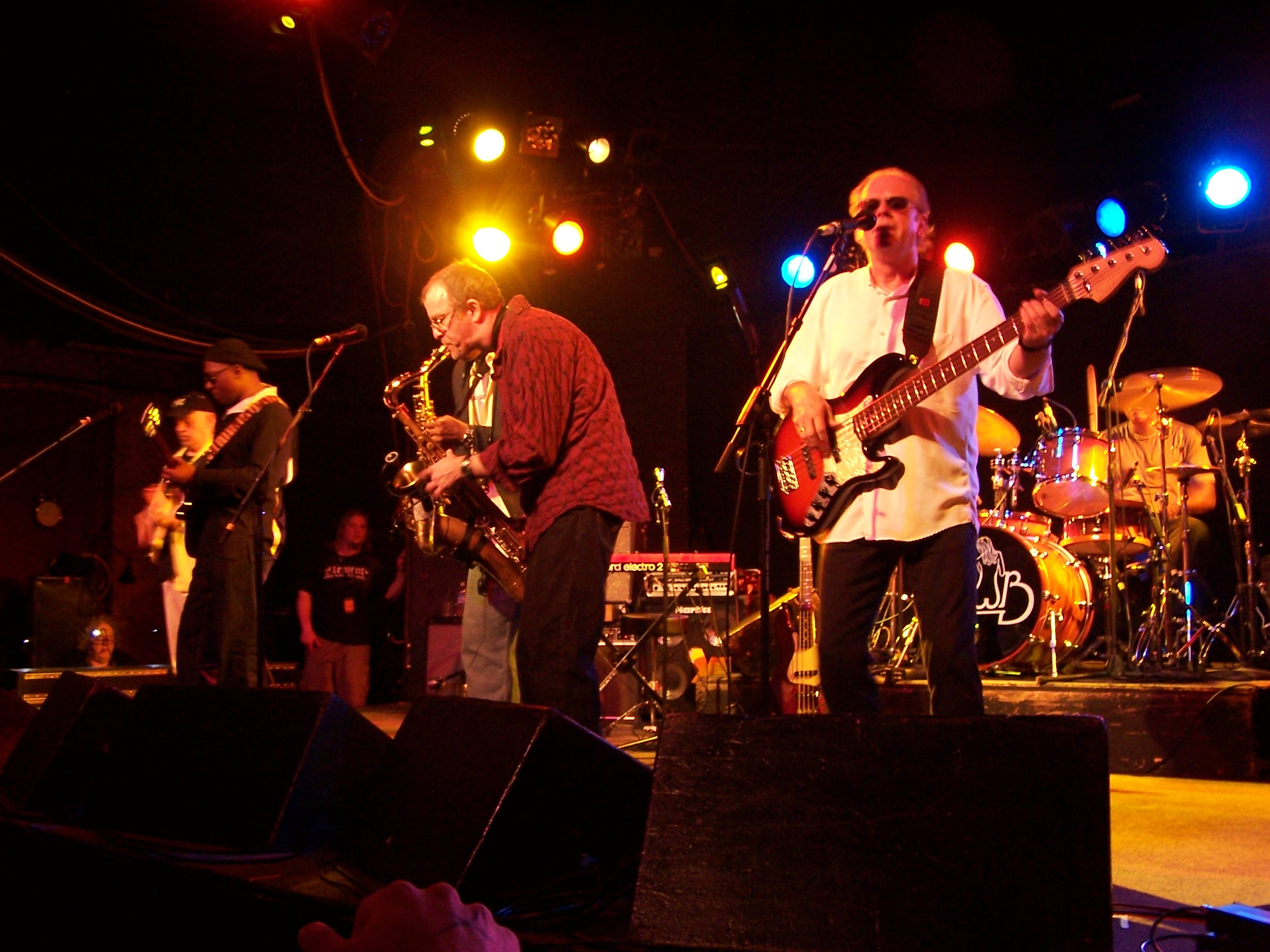
Alan Gorrie mit der Average White Band (2008)

Alan Gorrie (* 19. Juli 1946 in Perth, Schottland) ist ein britischer Soul-Musiker, der als Sänger und Bassist der Average White Band bekannt wurde. Seit 1971 gehört er zu den Gründungsmitgliedern der AWB, vorher spielte er bereits mit seinem späteren Kollegen Onnie McIntyre von der Average White Band in der Band Forever More, bei der er bis zur Trennung 1982 blieb. Er war auch 1989 bei der Wiedervereinigung der Band mit von der Partie. Neben seinem Hauptinstrument Bass spielt Gorrie auch Gitarre und Keyboard.

## Diskografie

### Alben
- 1985: Sleepless Nights